# Godzilla vs. Gigan
Godzilla vs. Gigan är en japansk film från 1972 regisserad av Jun Fukuda. Det är den tolfte filmen om det klassiska filmmonstret Godzilla.

## Handling
Fienden från rymden planerar att invadera världen med hjälp av rymdmonstrern Gigan och King Ghidrah som de kontrollerar från sitt hemliga högkvarter inne i huvudet på en Godzillakopia i en temapark. Det enda som kan stoppa dem är Godzillas och Anguirus gemensamma arbete.

## Om filmen
Filmen hade premiär i Japan den 12 mars 1972, den har inte haft svensk premiär.

## Rollista (urval)
- Hiroshi Ishikawa - Gengo Kotaka
- Yuriko Hishimi - Tomoko Tomoe
- Minoru Takashima - Shosaku Takasugi
- Haruo Nakajima - Godzilla
- Kenpachiro Satsuma - Gigan
- Koetsu Omiya - Anguirus
- Kanta Ina - King Ghidrah

## Musik i filmen
- Gojira Mâchi, musik Kunio Miyauchi, text Shinichi Sekizawa och Jun Fukuda, framförd av Susumu Ishikawa och The Toho Kids' Chorus Group
- Yattsukero Gaigan, musik Kunio Miyauchi, text Jun Fukuda, framförd av Susumu Ishikawa och The Toho Kids' Chorus Group
- Yuke! Yuke! Gojira, musik Tessho Hagiwara, text Shinichi Sekizawa, framförd av Susumu Ishikawa